# 瓦乡 (八宿县)
瓦乡，是中华人民共和国西藏自治区昌都市八宿县下辖的一个乡镇级行政单位。

## 行政区划
瓦乡下辖以下地区：
夏巴村、雪科村、茹帕村和瓦巴村。